# Gnadenkreuz (Mainz)

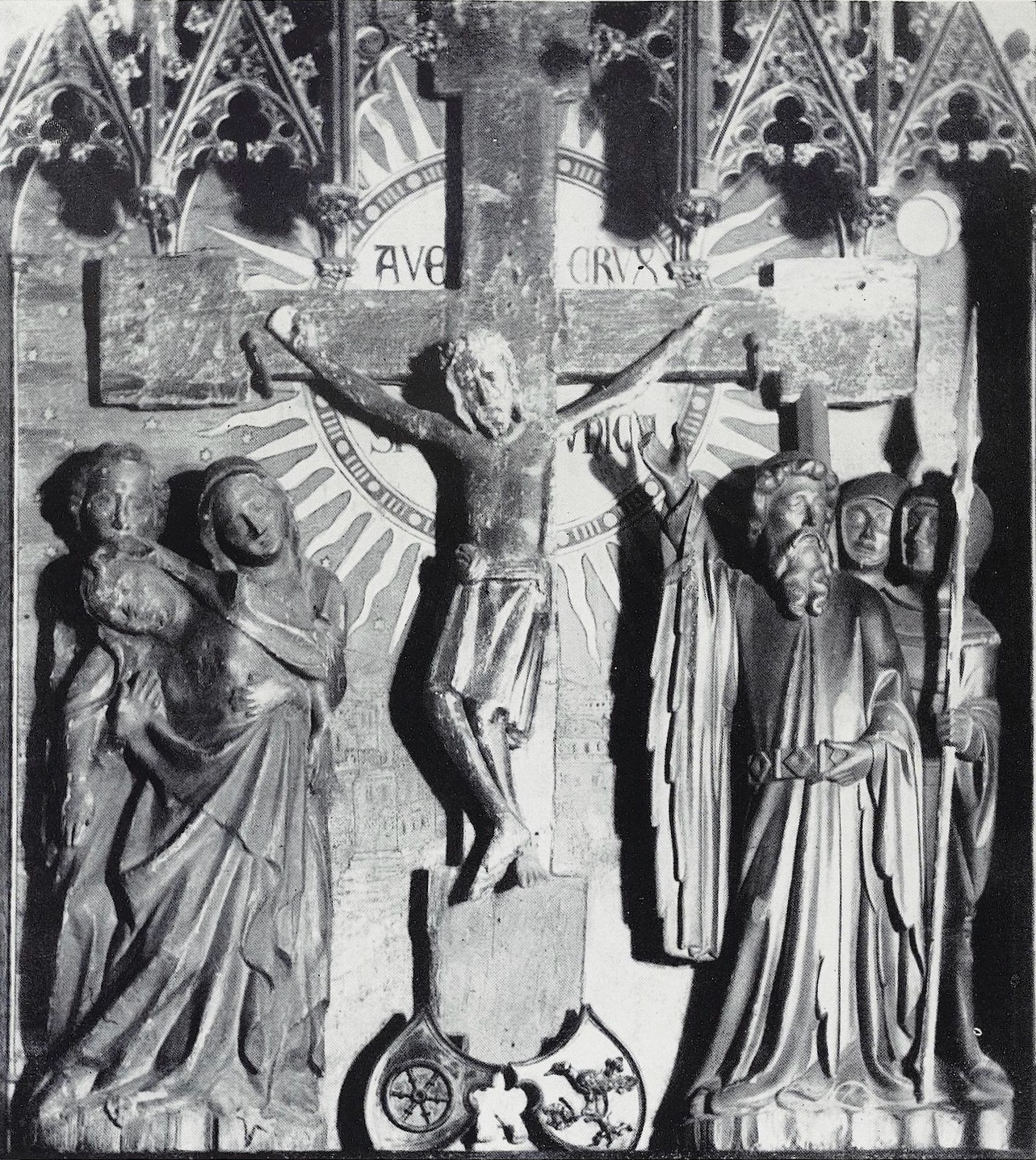
Gnadenkreuz als Teil des Heiligkreuzaltars in St. Christoph (vor 1940)

Das Mainzer Gnadenkreuz ist ein gotisches Holzkruzifix in Mainz, das als Gnadenbild verehrt wird.

## Beschreibung
Es handelt sich um ein gotisches Holzkruzifix aus dem frühen 14. Jahrhundert, dessen Arme in Vierecken, mit den Symbolen der Evangelisten enden. Der Christus-Korpus misst 30 cm. Das Haupt mit Dornenkrone ist auf die Brust geneigt, die Augen sind geschlossen und das Gesicht ist sehr ausdrucksvoll. Das gesamte Kreuz und der Korpus sind mit Leinwand überzogen, worauf sich ein Kreidegrund mit Bemalung befindet. Die Leinwand diente möglicherweise zur Stabilisierung des Gnadenbildes infolge der Beschädigungen.

## Geschichte
In den Überlieferungen zur Mainzer Bistumsgeschichte wird erwähnt, dass 1383 ein „roher und dem Trunke ergebener Mann“ namens „Schelkropf“, auch „Schölkropf“ oder „Schelkropp“, im Wirtshaus „Zur Blume“, in der Vorstadt Vilzbach viel Geld beim Spiel verloren hatte. Er kam an einer Marienkirche vorbei, die zwischen Mainz und Hechtsheim im Feld lag und zur Unterscheidung von anderen Marienkirchen der Stadt „Maria auf dem Felde“ genannt wurde. Sie hatte ein hohes Alter und wird bereits 765 bzw. 808 genannt. Erzbischof Erkanbald erhob das Gotteshaus um 1011 zu einer Stiftskirche, wobei es noch das Marienpatrozinium trug.
Um seiner Wut über das verlorene Geld freien Lauf zu lassen, hieb „Schelkropf“ in der genannten Kirche mehrfach mit einem Schwert auf ein dort hängendes Kruzifix ein, wobei er auch den Kopf abtrennte. Nach der Überlieferung habe der Christuskörper daraufhin zu bluten angefangen, was den Täter in großen Schrecken versetzte und dazu führte, dass er sich von Passanten festhalten und der Obrigkeit zur Bestrafung ausliefern ließ. Man reparierte das Kreuz und es galt fortan als Gnadenbild, zu dem auch bald Wallfahrten einsetzten. Das Gotteshaus wurde unter dem Namen „Kreuzkirche“ und „Hl. Kreuz“ als Wallfahrtsstätte bekannt.
Allerdings hatte schon Erzbischof Peter von Aspelt (1306–1320) dort eine größere Kirche errichten lassen und persönlich den Grundstein dazu gelegt. Zur Zeit dieses Neubaus, Anfang des 14. Jahrhunderts, taucht auch erstmals neben der alten Bezeichnung „Maria im Felde“, der Name „Kreuzstift“ beziehungsweise „Heiligkreuz“ auf. Die Datierung der Kreuzschändung auf 1383 ist daher fraglich und sie könnte durchaus auch schon früher stattgefunden haben, zumal das Kruzifix aus dem frühen 14. Jahrhundert stammt.
Von Oktober 1542 bis April 1543 wirkte der Hl. Petrus Faber in Mainz, welcher das hiesige Gnadenkreuz besonders verehrte und oft vor ihm betete. Er erwähnte es auch mehrfach in seinem „Memoriale“, dem geistlichen Tagebuch.
1552 äscherten die Truppen des Markgrafen Albrecht Alcibiades von Brandenburg-Kulmbach das Stift im Zweiten Markgrafenkrieg ein. Die Stiftsherren flüchteten mit dem Kreuz zunächst nach St. Ignaz und nutzten dann bis 1573 die  Heiliggeist-Kirche an der Rheinstraße. Anschließend kehrte die Kommunität, mit dem Gnadenkreuz, wieder in ihr renoviertes Stift zurück.
Im Dreißigjährigen Krieg, während der schwedischen Besetzung von Mainz, kam das Kruzifix zwischen 1631 und 1636 (Abzug der Schweden) in die Stadtkirche St. Christoph. Am 25. März 1636 führte man es in feierlicher Prozession an seinen angestammten Platz zurück. Der Mainzer Weihbischof Ambrosius Seibaeus trug dabei das Gnadenbild persönlich, unterstützt von zwei Äbten und unter Gefolge des Kurfürsten Anselm Casimir Wambolt von Umstadt. 1643 wurde es wegen der nahenden Franzosen erneut nach St. Christoph ausgelagert, um 1650 zurückzukehren. Gleiches geschah 1668 und 1734–1737. Ein besonderer Verehrer des Kreuzes war Kurfürst Lothar Franz von Schönborn (1655–1729). 1768 gründete sich in Bezug auf das Gnadenbild eine Mainzer Kreuzbruderschaft, welcher Papst Pius IX. noch 1856 Ablässe verlieh und die 1868 ein Gedenkbüchlein verausgabte.

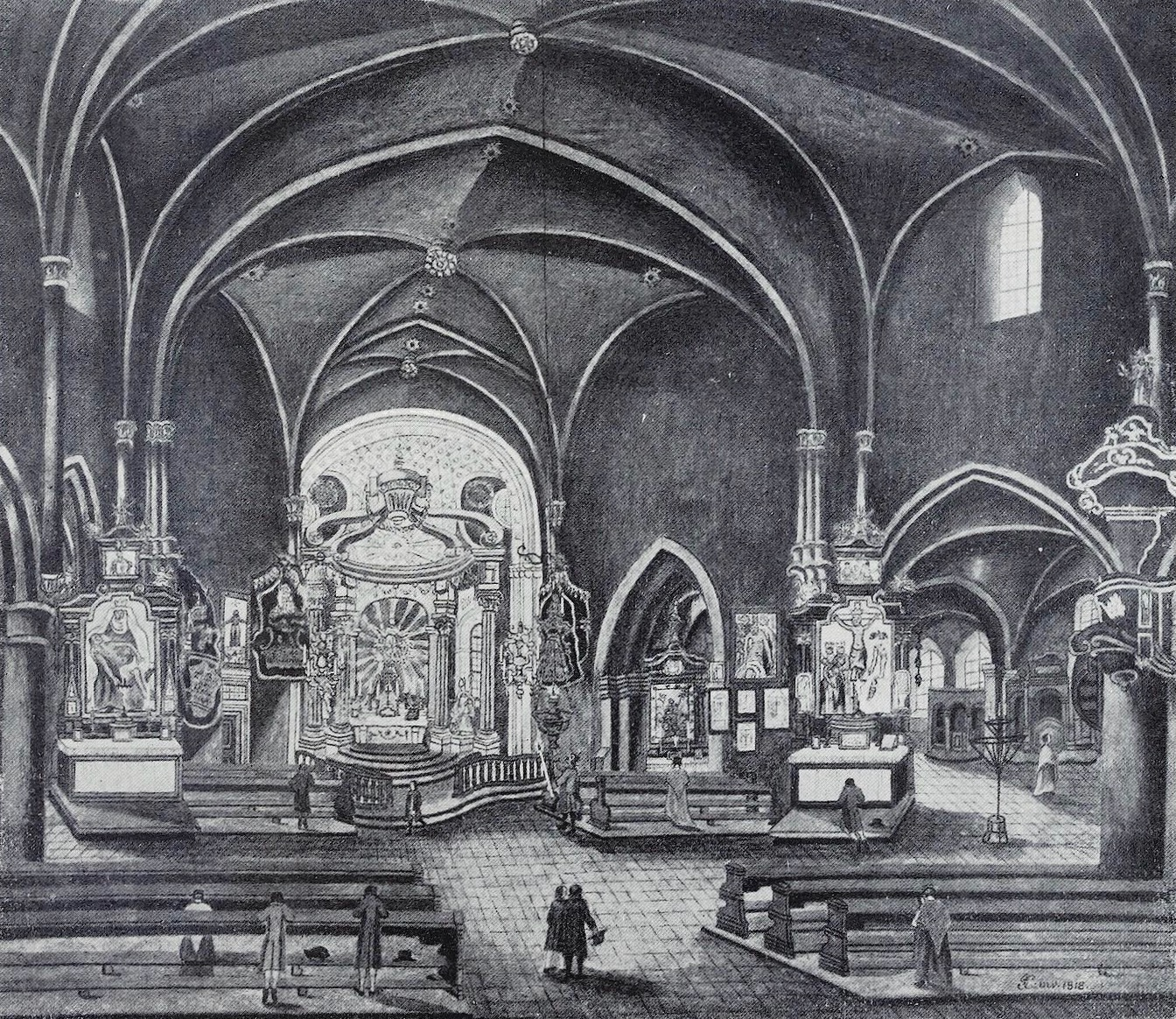
Innenansicht von St. Christoph 1818. Der Heiligkreuzaltar mit Gnadenkreuz rechts

Letztmals verbrachte man das Gnadenkreuz 1792 zum Schutz vor den französischen Revolutionären in die Mainzer Christophskirche. Am 10. Juni 1793 brannten sie das Heilig-Kreuz-Stift nieder und man baute es nie mehr auf. Das Kruzifix blieb in der Kirche St. Christoph und wurde dort verehrt. Zeitweise stand es auf dem Hochaltar, später erhielt es einen eigenen Altar, da so die Gläubigen näher herantreten konnten. 

Im Zweiten Weltkrieg, während des großen Fliegerangriffs auf Mainz am 12. und 13. August 1942, brannte St. Christoph ab und blieb Ruine; das Kreuz wurde gerettet und kam ins Mainzer Priesterseminar. Heute (2015) befindet sich das Gnadenbild dort an zentraler Stelle in der Franziskuskapelle. Am 5. Februar 2014 weihte Bischof Karl Lehmann den Altar der neu gestalteten Kapelle und predigte dabei auch über St. Petrus Faber und das Mainzer Gnadenkreuz. In Mainz erinnert der Heiligkreuzweg an das Gnadenbild und das ehemals dort befindliche Stift, ebenso die nahe Straße Am Fort Heiligkreuz. In der Ruine der Christophskirche, in der dortigen Chorkapelle, hängt eine Kopie des Gnadenkreuzes.

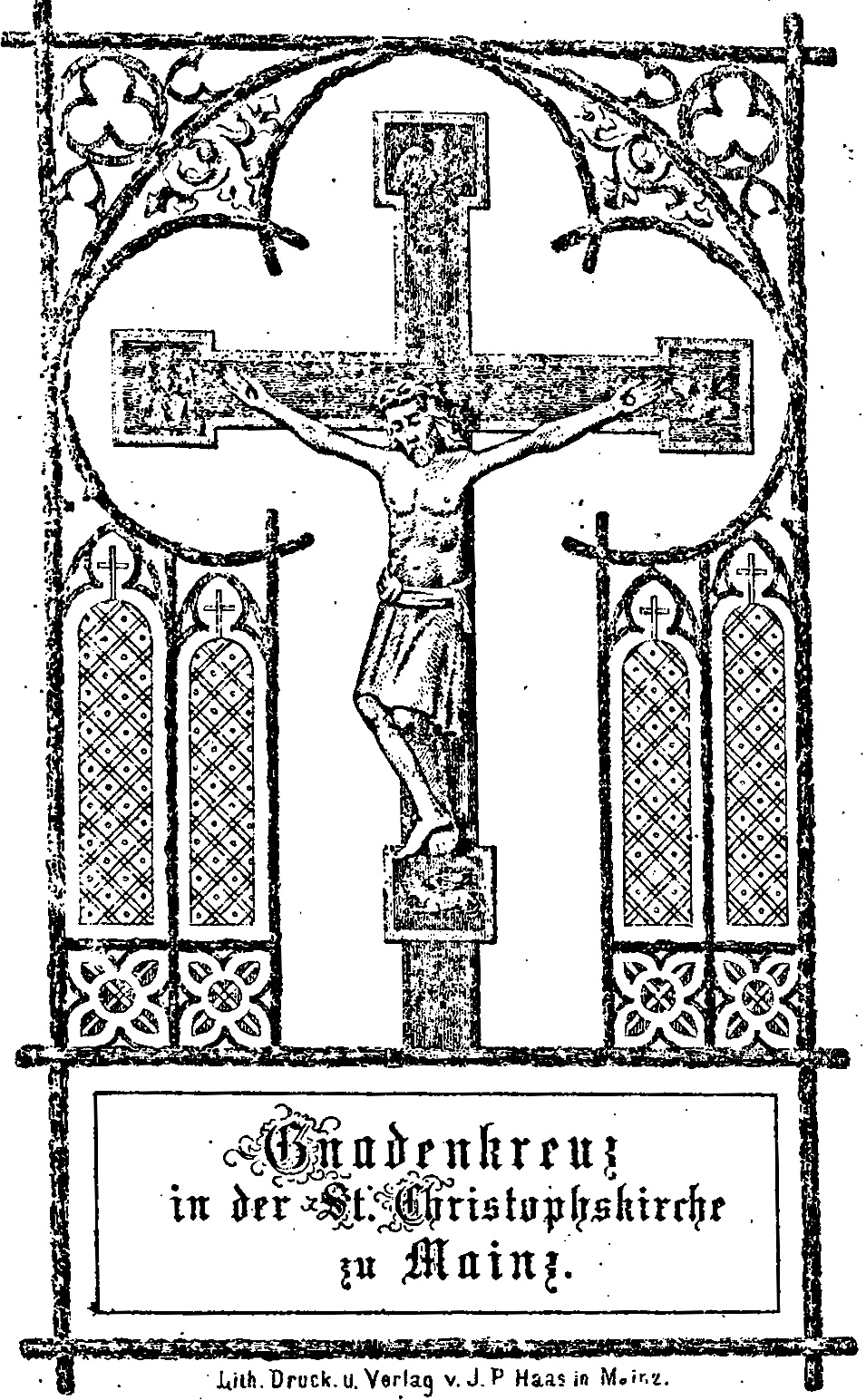
Das Mainzer Gnadenkreuz, Stich von 1868